# Wilkinson County (Georgia)
Wilkinson County is een county in de Amerikaanse staat Georgia.
De county heeft een landoppervlakte van 1.157 km² en telt 10.220 inwoners (volkstelling 2000). De hoofdplaats is Irwinton.